# 溫泉橋
22°41′39″N 121°01′19″E / 22.694271°N 121.021949°E
溫泉橋為臺灣臺東縣卑南鄉的一座橫跨臺東知本溪橋樑，由臺東縣政府進行管理與維護，該橋樑為臺東知本溫泉區對外的重要聯繫橋梁，並與鄰近新建成的勇男橋搭配為環狀交通網，以紓解知本溫泉區交通壅塞問題。

## 建設資訊
溫泉橋建於1994年，橋齡約20年，屬於傳統的混泥土橋梁，橋長141.18公尺，橋寬12公尺，設有雙向車道。

## 溫泉橋改建工程
溫泉橋由於位於知本溪河道束縮處，不堪長期溪水強烈沖刷，再加上，自從2009年莫拉克風災後，知本溪上游地質不穩定，讓知本溪中下游淤積嚴重，以至於每逢颱風下大雨幾乎都封橋，溪水暴漲甚至一度還漫過溫泉橋，因此，在新建的勇男橋完工後，臺東縣政府也準備新建溫泉橋，溫泉橋改建獲得中華民國行政院經濟部水利署同意經費挹注，總經費約需1億4000萬元，但新建橋梁需配合河川治理、增加通洪斷面等，橋樑勢必要加高、長度也需增長，所以目前規畫2方案，包括在原址重建及遷移現址，到下游處另建新橋。
目前，溫泉橋改建計劃規劃在明年農曆年後動工。新橋會從現在的141.18公尺增長為160公尺以上，以符合新的河川治理線，並增加通洪面，寬度則由12公尺提高到13.5公尺─15.5公尺，同時增設腳踏車道與人行道。

### 方案一：在原址重建
由於原溫泉橋長度不足，新建橋樑需削山約20公尺，另外需徵收7戶民宅，但2旁的住家仍會低於橋樑，對2旁住戶交通較不便。

### 方案二：新建橋梁
另一方案則在溫泉路336巷新建橋樑，雖然橋樑長度較長，但因為不用徵收民宅、削山，總工程經費與原址重建相去不遠。

## 資料來源
1. ↑  . 2014-07  [2014-07]. （原始内容存档于2016-03-04）.
2. ↑  . 2014-10-02  [2014-10-02].
3. ↑  . 2014-10-03  [2014-10-03]. （原始内容存档于2016-03-05）.
4. ↑  . 2014-10-03  [2014-10-03]. （原始内容存档于2014-10-16）.
5. ↑  . 2014-10-02  [2014-10-02]. （原始内容存档于2015-09-24）.